# Breza (Szlovákia)
Breza (szlovákul Breza) község Szlovákiában, a Zsolnai kerületben, a Námesztói járásban.

## Fekvése
Námesztótól 9 km-re délnyugatra, a Fehér-Árva partján fekszik.

## Története
1593-ban említik először és a források szerint a falu nem sokkal előbb, 1590 körül keletkezett a vlach jog alapján. Az árvai uradalom része volt a községi bíró irányítása alatt. Lakói kezdettől fogva mezőgazdasággal és halászattal foglalkoztak. 1761-ben a települést mintegy 400-an lakták. 1778-ban 520 volt a lakosság száma.
A 18. század végén Vályi András így ír róla: „BREZA. Tót falu Árva Vármegyében, földes Ura Gróf Pálfy Uraság, fekszik Oravitza vize mellett, Lokczának szomszédságában, mellynek filiája, halmokkal körűl vétettetve, Lengyel Országnak szélén, nevezetes erdői vannak, mellyekben a’ lakosok számos deszkákat, és zsendelyeket készítenek. Itt szűletett vala Matejcsiki Mihály, a’ ki a’ föld mérést, sem betűt soha sem tanúlta, és mindeneknek tsudálkozására, még is a’ Szvinkeni hegy alatt Árva vize mellett Turócz felé, a’ gyalogoknak is járhatatlan vidéket, jó rakott úttal felékesítette. Határja néhol meglehetős termésű; de nagyobb része sovány, legelője tágas, harmadik Osztálybéli.”
1818-ban árvíz pusztította a községet. 1828-ban 171 házában 1180 lakos élt. 1831-ben kolerajárvány pusztított, melyben 136 lakos vesztette életét.
Fényes Elek 1851-ben kiadott geográfiai szótárában így ír a faluról: „Breza, tót falu, Árva vgyében,, 1173 kath., 7 zsidó lak., 73 7/8 sessio. A contributionalis földeket Matejcsik nemes család miveli. A lakosok sok faeszközöket készitenek. F. u. az árvai urad.”
1867-ben 200 családban 1005 ember élt itt. 1873-ban ismét kolerajárvány pusztított, melyben 51 ember halálozott el. Lakói állattartásból, faárukészítésből, mezőgazdasági idénymunkákból éltek. A trianoni diktátumig Árva vármegye Námesztói járásához tartozott.
1958-ban árvíz rombolta le a települést.

## Népessége
| Év:            | 1994. | 2004.   | 2014.   | 2024.   |
| -------------- | ----- | ------- | ------- | ------- |
| Emberek száma: | 1396  | 1513    | 1604    | 1639    |
| Eltérés:       |       | +8,38 % | +6,01 % | +2,18 % |

| Év:            | 2023. | 2024.   |
| -------------- | ----- | ------- |
| Emberek száma: | 1636  | 1639    |
| Eltérés:       |       | +0,18 % |

1910-ben 959, túlnyomórészt szlovák lakosa volt.
2001-ben 1468 lakosából 1461 szlovák volt.
2011-ben 1572 lakosából 1557 szlovák volt.

## Nevezetességei
- Nepomuki Szent János oszlopon álló szobra 1763-ban készült.
- Római katolikus temploma 1810-ben épült historizáló stílusban.
- A temetőben álló klasszicista kápolna.